# Gualdrapa

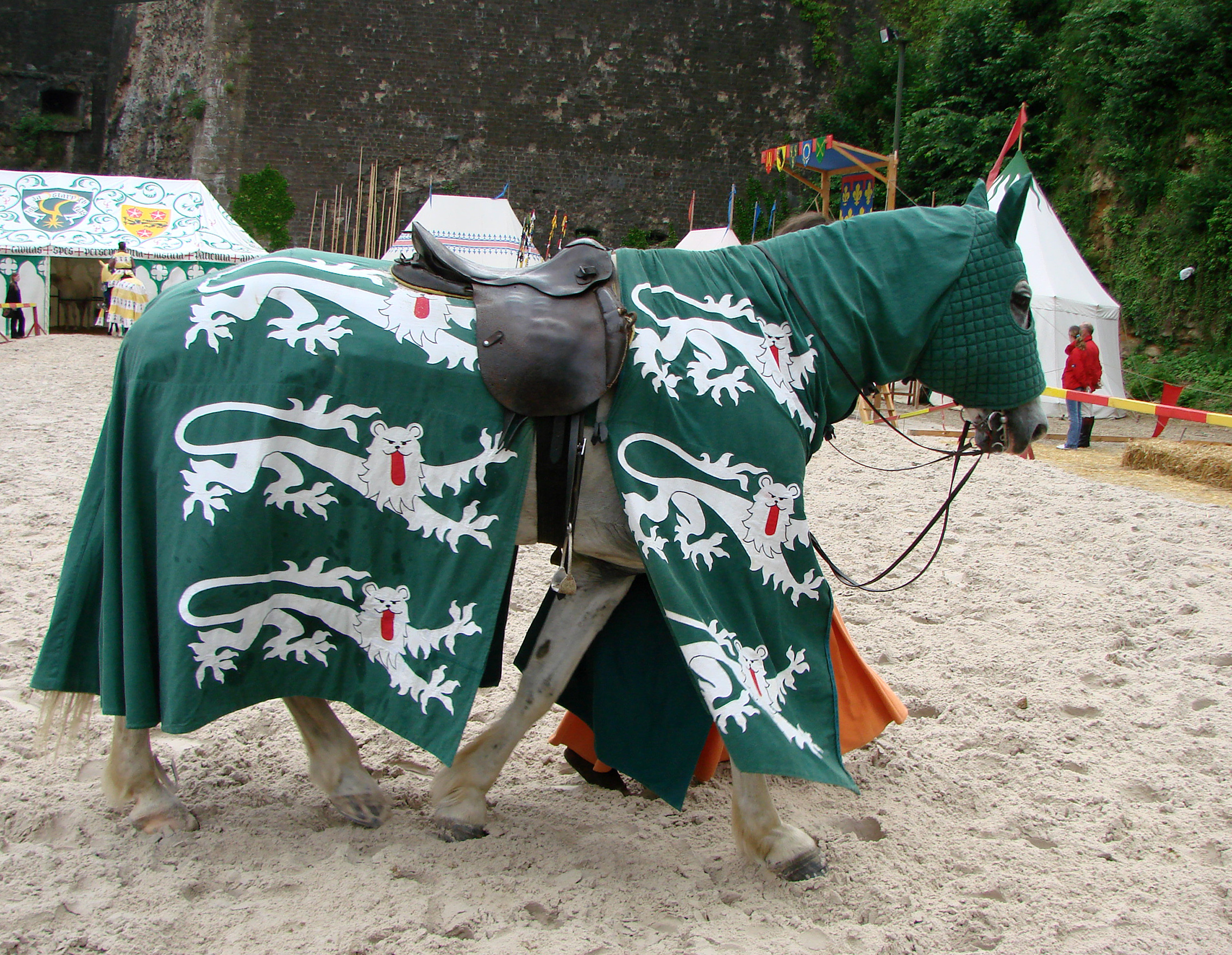
Caballo con gualdrapa

Gualdrapa es la tela que se pone sobre la silla de montar y las ancas de la mula o sobre el caballo para que el lodo no salpique al caballero o no le moleste el polvo, el sudor o el propio pelo del animal. Se llama gualdrapilla a aquella de menor extensión que no desciende más allá del estribo. Por extensión se llaman gualdrapas a las piezas que cuelgan de la ropa mal compuestas, desaliñadas y sucias. 
Se pueden encontrar en materiales como el cuero o el neopreno.

## Origen
Posiblemente, tiene un origen germánico, opinión que apoya la existencia de waltrappen en dialecto bávaro. En opinión del filólogo italiano Francesco Zambaldi derivaría de los étimos germánicos Wahl (elección) y Drap (trapo). Según Sebastián de Covarrubias Es un término corrompido de guardapa o guardapié, ya que la l y la r se han intercambiado a menudo en la historia de la lengua.